# هیلی رینهارت
هیلی رینهارت (به انگلیسی: Haley Reinhart) (زاده ۹ سپتامبر ۱۹۹۰)؛ خواننده اهل آمریکا است معروفیتش بخاطر رسیدن به مقام سوم در فصل ۱۰ آمریکن آیدل است.
او در فیلم ما می‌توانیم قهرمان باشیم بازی کرده‌است.